# Kassai vár
Ez a cikk a városon kívül épült kassai várról (szlovákul: Košický hrad) szól. Ez nem tévesztendő össze a várostól délre jóval később emelt és ugyancsak rövid életű kassai fellegvárral, amelynek már nyoma sem maradt.
A kassai vár Kassától északnyugatra, a Hernád jobb partján emelkedő, 466 m magas Hradová dombon (azaz Várhegyen) állt.

## Története
Egyes források (Košický, Műemlékem) szerint építését Aba Amadé nádor kezdte el a 13. század végén, amikor úgy döntött, hogy bekebelezi kiskirályságába a szabad királyi város Kassát. Az építkezést a kassaiak az első pillanattól jogtalannak tartották, mivel ez a Felkassa nevű terület elvileg 1261 óta a város birtoka volt. Borovszky Samu tanulmánya szerint a leendő V. István még mint trónörökös korábban adományozta a Fel-Kassának nevezett területet (egészen a Csermely-patak forrásáig) bizonyos Samphleben és Obl kassai lakosoknak, akiket (és örököseiket) adománylevelében egyúttal a vármegyei hatóság alól is kivett. Eszerint az építkezést még ezek a kassai polgárok kezdték meg. A későbbi források alapján valószínűsíthető, hogy nevezetteket Aba Amádé birtokukból elkergette és Fel-Kassát tőlük elbitorolta.
Aba Amadénak a németül Hoph-nak nevezett, épülő várba telepített zsoldosai rendszeresen megvámolták a Várhegy alatt utazó kereskedőket. Az építkezést föltehetőleg sosem fejezték be. Erre utal, hogy a falmaradványok helyenként hirtelen szakadnak meg úgy, hogy még alapozás vagy akárcsak palánkfal nyomai sem fedezhetők fel.
1301-ben, III. András halála után az Aba nemzetség és Kassa egyaránt magáénak követelte a félbemaradt várat; az ellenségeskedés időnként fegyveres összecsapássá fajult. A rozgonyi vereséggel Amadé fiai végleg elvesztették a várat, amit a királyi hadak nagy rombolással védelemre alkalmatlanná tettek. 
Az új tulajdonos a Bebek család lett, de a lerombolt erődítéseket nem állították helyre. Ők is állandó feszültségben éltek a kassai polgárokkal, akik azt állították, hogy a vár az ő területükön áll. Számukra nem annyira maga a vár volt a fontos, sokkal inkább a vele járó kiterjedt uradalom. Zsigmond király végül 1430-ban a Bebekek hűtlensége miatt Kassa javára döntötte el konfliktust. A kassaiak nem törődtek a várral, így az a 15. század közepén hanyatlásnak indult és majdnem teljesen elpusztult.
Először az 1990-es években próbálkoztak a romterület bemutathatóvá tételével. Kiszabadították a törmelék és fák közül a falakat és a bástyákat, magasabbra falazták a várfalakat. Ez a próbálkozás félbemaradt, és a karbantartás teljes hiánya miatt a falakat ismét elkezdte benőni az erdő, azok újra omladozni kezdtek.
2013-ban, amikor Kassa volt Európa egyik kulturális fővárosa, a BME Építészmérnöki Karán végzett Jan Sekan vezetésével rendezték a területet. Ennek első lépése egy alapos (bár nem teljes) régészeti feltárás volt. Az előző helyreállítás néhány elhibázott falszakaszát visszabontották. A minimális védőráfalazáshoz és a kidőlt részek pótlásához csak helyben begyűjtött köveket használtak. A falazatot fugázták.
A kerek bástyának visszaadták henger alakját. Néhány falszakaszt eredeti, romos állapotában tartottak meg, ezekről csak a növényzetet tisztogatták le. A második ütemben a déli, a városhoz közeli falszakasz feltárását bemutatását tervezik. Ezen a részen kevés a falmaradvány (a meredek letörés miatt eleve kevéssé bajlódtak itt a falazással) és az erdő is akadályozza a kilátást. Ezért a vár nyugati peremén a sziklás hegygerincre panorámaösvényt építettek — ez egy közvetlenül a talaj felett, oszlopokon futó, kétoldalt korláttal biztosított, hídszerű szerkezet: mely rámpa, lépcső és nyújtott fokú lépcső szakaszok kombinációja. Alatta háborítatlanul meghagyták az erdei növényzetet.

## Felépítése, részei
A domb északnyugat-délkeleti irányban hosszan elnyúló gerincének déli oldala meredeken szakad le. A sziklagerinc nyugati végében emelték azt a 13,5–14 méter átmérőjű, kör alapú tornyot, ami az erősség központi épülete lehetett. Innen indul az a 3,2–3,5 m vastag, terméskőből rakott fal, amely többé-kevésbé ellipszis alakban fut körbe. Ennek a belső várnak a belső udvara mintegy 300 méter hosszú lehetett. Falait kerek és háromszögű tornyok erősítették. Főbejárata a nyugat felől felvezető szekérút végén nyílt, és egy háromszögletű kaputorony védte (a háromszög oldalai egyenként kb. 17 m hosszúak). Egy másik kapuja a déli oldalon nyílott. A belső várhoz keletről és nyugatról egy-egy mélyebben fekvő udvar — külső vár — csatlakozott hozzá. Ezeket délről részben ugyancsak a sziklafal védte, nagyrészt azonban kőfallal kerítették őket. A két mellékudvar tágasabb volt a belső vagy főudvarnál. Ezekkel kiegészítve a vár alaprajza olyan, szabálytalan sokszöggé vált, amelynek falai a különböző források szerint 5,8–6,5 hektárt kerítettek körül.

## Jelenlegi állapota
Mivel a régészeti kutatás és konzerválás csak részleges volt, a lakó- és gazdasági épületek még feltáratlanok.
Romjait fokozatosan újítják fel. Az érdekes környezetben számos rendezvényt tartanak.
A vár mellett épült fel a Hradová kilátótorony, közelében egy tanösvénnyel. Ennek elődjét, a Rákóczi-kilátótornyot a 20. század elején emelték, és Márai Sándor is megemlékezik róla az az Egy polgár vallomásaiban.
Az Európa kulturális fővárosa programban elvégzett tereprendezés célja az volt, hogy a domb, illetve a vár három funkciót láthasson el:
- kulturális célokra épült a várfal közelében egy 400 ülőhelyes szabadtéri színpad;
- az oktatást és a tudományt népszerűsítését szolgálja az azóta is folyó régészeti kutatás eredményeivel folyamatosan bővülő kiállítóhely. Ezen a látogatók egyrészt a terepen, munka közben láthatják a régészeket, másrészt kiállításon (a fogadóépületben) megtekinthetik a leleteket és a munkafolyamatot;
- a kirándulóhely jelleg megtartását és fejlesztését szolgálja a tanösvény és a panorámaösvény.